# تاریخ اجتماعی
تاریخ اجتماعی گرایشی در تاریخ است که به مطالعهٔ روند تغییرات اجتماعی در طول تاریخ می‌پردازد. در این گرایش، روابط مردم با مردم، روابط مردم با حکومت، و روابط مردم با زیست جهان مادّی و معنوی‌شان مورد بررسی قرار می‌گیرد و حوزهٔ وسیعی از جلوه‌های مختلف زندگی و فرهنگ انسان گذشته را بررسی می‌کند و به مطالعهٔ ساختار، فرایند و برآیند کنش آدمی می‌پردازد. این بخش از مطالعات تاریخی پس از توجه بیش از حد به تاریخ سیاسی که در برگیرندهٔ تاریخ فرادستان و حکومت‌گران است، به تاریخ فرودستان و نقش اجتماعی آنها توجه نموده است.
شکل آرمانی تاریخ اجتماعی براساس متون گذشته، به مطالعهٔ ساختار و فرایند کنش و واکنش انسان در بافت‌های اجتماعی و فرهنگی می‌پردازد. در واقع، بیشتر محققان تاریخ اجتماعی به تاریخ‌نگاری، روایت و توصیف اکتفا کرده‌اند و در حوزهٔ تاریخ اجتماعی با هم اختلاف نظر زیادی دارند. برخی بر این باورند که تاریخ اجتماعی در برگیرندهٔ تمام گونه‌های مختلف زندگی و فرهنگ در جوامعی است که در دورهٔ تاریخی وجود داشته‌اند. برخی دیگر مصرّانه بر این باورند که حوزهٔ توجه تاریخ اجتماعی به نتایج جداسازی حکومت، اقتصاد و حوزه‌های وسیعی از فرهنگ، مانند اعتقادات مذهبی و فناوری محدود است و گروهی دیگر آن را از این هم محدودتر کرده و به مجموعه‌ای ناهمگون از نهادهای اجتماعی و محلی، آداب و رسوم و نگرش‌ها منحصر کرده‌اند.
منابع تاریخ اجتماعی بسیار متنوع و گوناگون است و مطالب متنوعی همچون گزارش‌های رسمی، اسناد حقوقی، روزنامه‌ها، کتابچه‌ها، موضوع‌های هنری، پوسترها، آثار ادبی و کالاهای دست‌ساز بشر را در برمی‌گیرد.